# (3622) Ilinski
(3622) Ilinski es un asteroide que forma parte del cinturón exterior de asteroides y fue descubierto el 29 de septiembre de 1981 por Liudmila Vasílievna Zhuravliova desde el Observatorio Astrofísico de Crimea, en Naúchni.

## Designación y nombre
Ilinski recibió al principio la designación de 1981 SX7.
Más adelante, en 1988, se nombró en honor del actor soviético Ígor Ilinski (1901-1987).

## Características orbitales
Ilinsky orbita a una distancia media de 3,394 ua del Sol, pudiendo acercarse hasta 3,251 ua y alejarse hasta 3,537 ua. Su inclinación orbital es 4,932 grados y la excentricidad 0,04203. Emplea 2284 días en completar una órbita alrededor del Sol.

## Características físicas
La magnitud absoluta de Ilinsky es 11,7.